# Nanjing Lukou International Airport
Nanjing Lukou International Airport (kinesiska: 南京禄口国际机场) är en flygplats i Kina. Den ligger i provinsen Jiangsu, i den östra delen av landet, omkring 37 kilometer söder om provinshuvudstaden Nanjing.
Runt Nanjing Lukou International Airport är det tätbefolkat, med 383 invånare per kvadratkilometer. Närmaste större samhälle är Zhetang, 5,3 km öster om Nanjing Lukou International Airport. Trakten runt Nanjing Lukou International Airport består till största delen av jordbruksmark.
Genomsnittlig årsnederbörd är 1 385 millimeter. Den regnigaste månaden är juli, med i genomsnitt 242 mm nederbörd, och den torraste är december, med 38 mm nederbörd.